# Raffinering
Raffinering er rensning, som oftest af en form for naturlig ressource, eksempelvis olie eller sukker.